# Motorway M3
La motorway M3 è un'autostrada del Regno Unito che collega Sunbury-on-Thames a Southampton. L'autostrada è lunga 94,3 km.

## Percorso
|      |                                                                                                |                                                                                                |        |                |  |
| Tipo | Direzione                                                                                      | Direzione                                                                                      | Uscita | Strada europea |  |
|      | Sunbury-on-Thames                                                                              | Southampton                                                                                    |        |                |  |
|      | Staines, Kingston, Sunbury A308                                                                | Staines, Kingston, Sunbury A308                                                                | 1      |                |  |
|      | M25 (M4, M40) Heathrow, Watford, Staines A30 - M25 (M23, M20) Gatwick, Dartford, Woking (A320) | M25 (M4, M40) Heathrow, Watford, Staines A30 - M25 (M23, M20) Gatwick, Dartford, Woking (A320) | 2      |                |  |
|      | Woking, Blacknell, Lightwater A322                                                             | Woking, Blacknell, Lightwater A322                                                             | 3      |                |  |
|      | Guildford, Farnham, Camberley, Farnborough, Aldershot A331                                     | Guildford, Farnham, Camberley, Farnborough, Aldershot A331                                     | 4      |                |  |
|      | Farnborough (West) A327, Fleet (A3013)                                                         | Farnborough (West) A327, Fleet (A3013)                                                         | 4A     |                |  |
|      | Area di servizio "Fleet"                                                                       |                                                                                                |        |                |  |
|      | Hook (B3349) A287                                                                              | Hook (B3349) A287                                                                              | 5      |                |  |
|      | Basingstoke, Newbury, Alton A339, Reading (A33)                                                | Basingstoke, Alton A339                                                                        | 6      |                |  |
|      | Basingstoke A30                                                                                | Basingstoke A30                                                                                | 7      |                |  |
|      |                                                                                                | The SOUTH WEST, Andover, Salisbury A303                                                        | 8      |                |  |
|      | Area di servizio "Winchester"                                                                  |                                                                                                |        |                |  |
|      | The Midlands, Newbury A34                                                                      | Winchester A272                                                                                | 9      |                |  |
|      | Winchester (City) (B3330), Alton A31                                                           |                                                                                                | 10     |                |  |
|      | Winchester (South & West) A3090                                                                | Winchester A3090                                                                               | 11     |                |  |
|      | Eastleigh (North) A335                                                                         | Eastleigh (North), Chandler's Ford A335                                                        | 12     |                |  |
|      | Eastleigh (North), Chandler's Ford A335                                                        | Eastleigh A335                                                                                 | 13     |                |  |
|      |                                                                                                | So'ton Docks, Bournemouth M27 West                                                             |        |                |  |
|      |                                                                                                | Southampton A33                                                                                | 14     |                |  |
|      |                                                                                                | Airport, Portsmouth M27 East                                                                   |        |                |  |